# Бубнов, Николай Александрович
Николай Александрович Бубнов (14 (26) ноября 1851 — 18 (30) декабря 1884) — российский врач.

## Биография
Образование получил в Санкт-Петербургской медико-хирургической академии (ныне Военно-медицинская академия имени С. М. Кирова), при которой, окончив в 1876 г. курс, оставлен для усовершенствования в терапии и был назначен ассистентом при клинике Сергея Петровича Боткина.
22 июля 1876 г. был командирован, по собственному желанию, в Сербию, в подвижной лазарет Красного креста и здесь 5 месяцев работал как хирург под руководством профессора С. П. Коломнина, и как терапевт.
Во время русско-турецкой войны (1877—1878) был командирован в Дунайскую армию.
Заразился дифтеритом, исследуя больного ребёнка, и умер в Санкт-Петербурге.
Похоронен на кладбище Новодевичьего монастыря в Санкт-Петербурге.